# آسيميل
آسيميل (بالفرنسية: Assimil)‏ هي دار نشر فرنسية ا لتعليم اللغات وقد تأسست في عام 1929 من قبل ألفونس شيرل.
وقد نشرت آسيميل في نفس العام من التأسيس (أي عام 1929)، كتاب «الإنجليزية بسهولة» (بالفرنسية: l'Anglais Sans Peine)‏ بحيث أنه حقق نجاحا كبيرا

## الأسلوب
يهدف أسلوب آسيميل للتعليم الذاتي للغات، مبدأ الاستيعاب الحدسي (بالفرنسية: l'assimilation intuitive)‏. بحيث أنه يستند على الاستماع، والقراءة، والتكرار اليومي لجمل بسيطة، باستثناء الحاجة إلى تعلم عن ظهر قلب

## مجموعات آسيميل
تضم آسيميل على عدة مجموعات تساعد في إستيعاب اللغة المراد تعلمها ومنها:
- سلسة «بكل سهولة» (بالفرنسية: Sans Piene series)‏ التي تعلم القواعد الأساسية لإستيعاب قواعد اللغة (بالفرنسية: Grammaire)‏ ومفردات اللغة التي تضم حوالي 2000-3000 كلمة
- سلسلة إتقان (بالفرنسية: Perfectionnement series)‏، الذي يعلم الخصوصيات (بالفرنسية: Idiosyncrasie)‏ أكثر تقدما والتعابير من اللغة المستهدفة
- سلسلة الأعمال (بالفرنسية: Affaires series)‏، والذي يركز على المفردات المتعلقة بالأعمال الدولية
- سلسلة لغة الجيب (بالفرنسية: Langues de poche series)‏، والتي هي بمثابة رفيق السفر

## آسيميل بسهولة
تحتوي مجموعة آسيميل بسهولة (بالفرنسية: Assimil Sans peine)‏ بشكل منهجي على عنصرين:
- دليل، يحتوي على 70-150 من الدروس التس تساعد في استيعاب اللغة المراد تعلمها
- تسجيلات صوتية عل شكل MP3 على قرص المضغوط، لتسهيل فهم اللغة وممارسة النطق.

## روابط خارجية
- آسيميل على موقع ميوزك برينز (الإنجليزية)